# Wolfgang Schömel

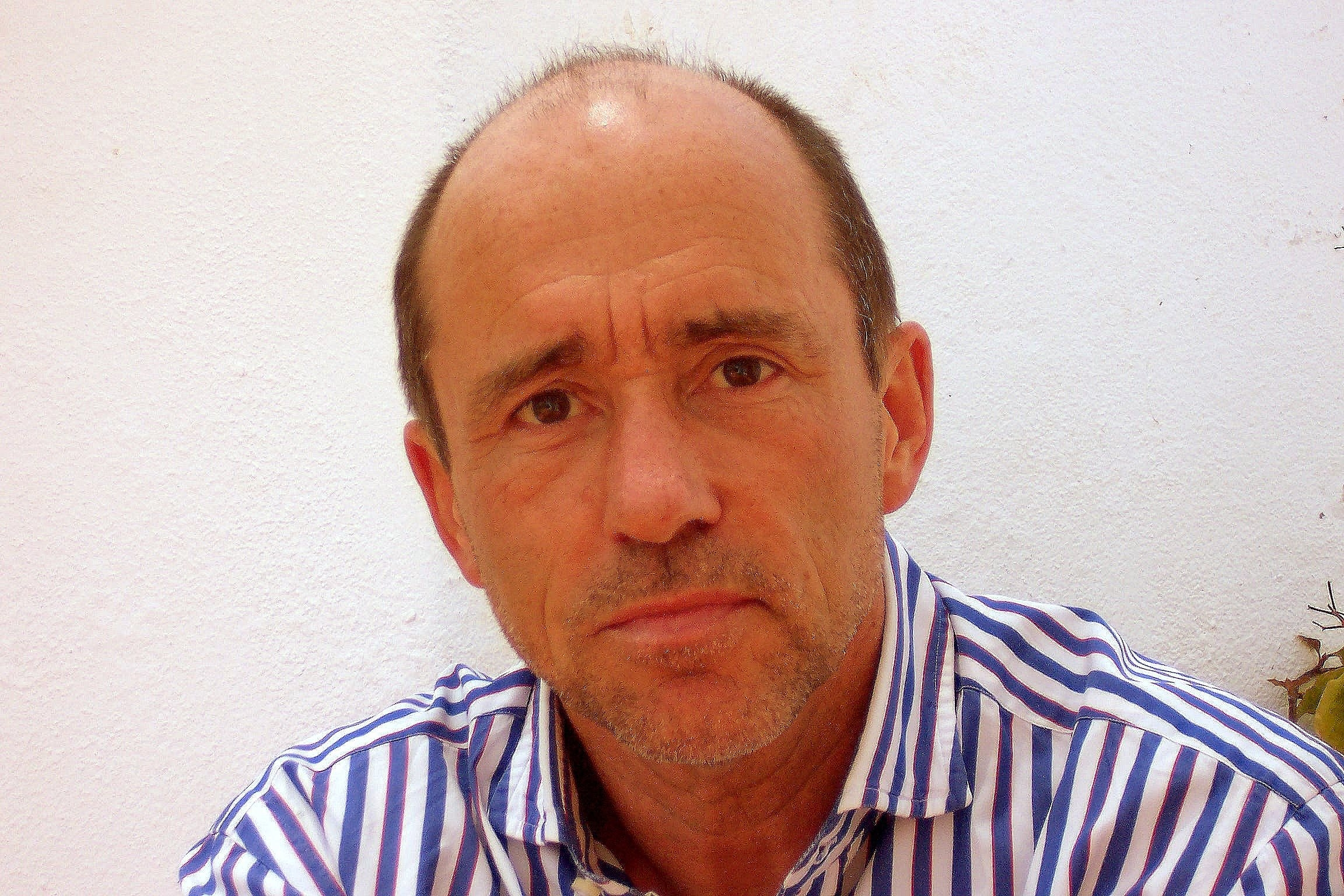
Wolfgang Schömel

Wolfgang Schömel (* 7. Mai 1952 in Bad Kreuznach) ist ein deutscher Germanist und Schriftsteller.

## Leben
Wolfgang Schömel besuchte das Staatliche Gymnasium in Bad Kreuznach. Nach dem Abitur studierte er von 1971 bis 1974 an der Johannes-Gutenberg-Universität in Mainz, danach von 1974 bis 1982 an der Universität Bremen Germanistik, Philosophie und Politologie. 1977 legte er das erste Staatsexamen für das Lehramt an Gymnasien ab. Zwischen 1977 und 1982 war er als Lehrbeauftragter und wissenschaftlicher Mitarbeiter an der Universität Bremen tätig. 1982 wurde er bei Gert Sautermeister zum Doktor der Philosophie promoviert.
Zwischen 1982 und 1986 schrieb Schömel Rezensionen und Essays für Radio Bremen, den Westdeutschen Rundfunk und den Sender Freies Berlin. Von 1986 bis 1988 war er beim Senator für Bildung, Wissenschaft und Kunst in Bremen eingestellt; die Konzeption und Durchführung der literarischen Wochen 1987 („Die Welt als Simulation“) und 1988 („Das Verschwinden der Schrift“) ging auf seine Planung zurück. Von 1989 bis 2016 war er Literaturreferent der Freien und Hansestadt Hamburg, seit 1992 außerdem Mitherausgeber des literarischen Jahrbuchs Hamburger Ziegel. Er lebt in Bremen.
Erste literarische Texte veröffentlichte Wolfgang Schömel seit 1998 im Merkur, in der Frankfurter Rundschau und in der Krachkultur. Die Veröffentlichung seiner Geschichtensammlung Die Schnecke (2002) lobte Der Spiegel als „wahre, topaktuelle Brisanz“, die „in der Beschreibung männlicher Not am Beginn des dritten Jahrtausends“ liege. Zu dem Roman Ohne Maria (2004), der Beschreibung eines männlichen Leidensexzesses, meinte Volker Hage in Der Spiegel, dass sich hinter dem „vermeintlichen Jammerstück“ eine „spannende Spurensuche“ verstecke. Der Erzählungsband Die Reinheit des Augenblicks (2007) enthielt in der Titelgeschichte den Text, für den der Autor mit dem Georg-K.-Glaser-Preis 2003 ausgezeichnet worden war. Als seine  literarischen Vorbilder wurden Charles Bukowski und Heimito von Doderer ausgemacht.

## Werke (Auswahl)
- Apokalyptische Reiter sind in der Luft. Zum Irrationalismus und Pessimismus in Literatur und Philosophie zwischen Nachmärz und Jahrhundertwende, Westdeutscher Verlag, Opladen 1985.
- Die Schnecke. Überwiegend neurotische Geschichten, Klett-Cotta, Stuttgart 2002.
- Ohne Maria, Roman, Klett-Cotta, Stuttgart 2004.
- Die Reinheit des Augenblicks, Geschichten, Klett-Cotta, Stuttgart 2007.
- Die große Verschwendung, Roman, Klett-Cotta, Stuttgart 2011.
- Zwei Tage, drei Nächte, Novelle, Ch. Schroer, Bergisch Gladbach 2013.
- Heimfahrt, Roman, Independently published. Bremen 2018.
- Mister, Eva, Frau Wiefelspütz und ich. Storys. Independently published. Bremen 2023.

## Übersetzungen
- Walter J. Ong: Oralität und Literalität. Die Technologisierung des Wortes, Westdeutscher Verlag, Opladen 1987. Neuauflage: Springer VS, Wiesbaden 2016
- Stewart O’Nan: Die verlorene Welt des Richard Yates. Wie der große Schriftsteller des Zeitalters der Angst aus dem Buchhandel verschwand. Aus dem Englischen zusammen mit Martin Brinkmann. In: Krachkultur 10/2004, S. 25–71
- H. P. Lovecraft: Nietzscheanismus und Realismus. Aus dem Amerikanischen zusammen mit Daniel Dubbe und Martin Brinkmann. In: Krachkultur 12/2008, S. 14–20

## Herausgeberschaften
- Hamburger Ziegel. Jahrbuch für Literatur. Hrsg. zusammen mit Robert Galitz und Jürgen Abel. Hamburg 1992 bis 2016.

## Auszeichnungen
- Georg-K.-Glaser-Preis 2003
- Preis „Buch des Jahres 2004“ des Förderkreises deutscher Schriftsteller in Rheinland-Pfalz
- Förderpreis für Kunst und Kultur 2012 der Stadt Bad Kreuznach.